# Beautiful (EP)
Beautiful là EP đầu tiên bởi ca sĩ và rapper người Mỹ Amber, thành viên của nhóm nhạc  f(x). EP phát hành vào ngày 13 tháng 2 năm 2015 bởi SM Entertainment.

## Bối cảnh và phát hành

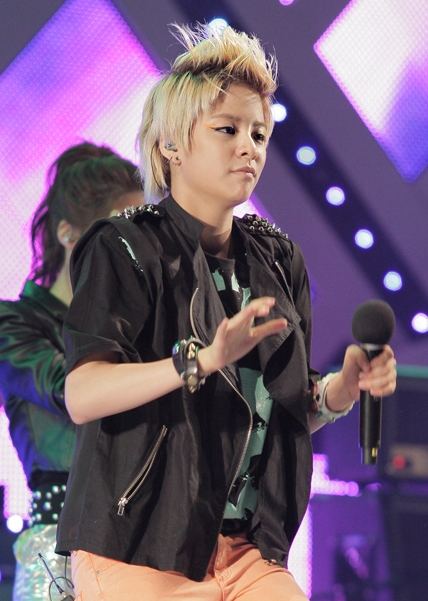
Amber trình diễn vào năm 2011

SM Entertainment thông báo solo debut của Amber vào ngày 30 tháng 11 năm 2014, tiết lộ rằng album đã sẵn sàng cho việc phát hành vào tháng 2 năm 2015. Amber là người thứ 2 sau Jonghyun của Shinee ra mắt như một nghệ sĩ solo trong SM Entertainment trong năm và là thành viên đầu tiên của f(x) debut solo.
Tiết lộ rằng EP được viết và sáng tác bởi Amber bao gồm cả chính đĩa đơn "Shake That Brass" và có sự góp giọng của Taeyeon thành viên của Girls' Generation. Trong buổi phát sóng vào ngày 12 tháng 2 của SBS Power FM's 'Cultwo Show', Amber tiết lộ rằng đã nghĩ đến rất nhiều người bạn người mà cô ấy muốn hợp tác cùng Amber cũng đã thảo luận rất nhiều với công ty về người mà Amber muốn hợp tác trong bài hát.
MV của "Shake That Brass" đã gây chú ý khi có lượng nghệ sĩ khách mời đông đảo. Bên cạnh Taeyeon còn có Hyoyeon, Jackson, Park Joonhyung, Brad, Woori, Aron, Rome, người mẫu Irene Kim và diễn viên hài Ahn Young-mi.
Ngay sau khi phát hành, Beautiful đứng đầu Hanteo overall daily albums chart và đứng thứ 2 trong real-time chart. MV được phát hành cùng ngày với album, đạt được 1 triệu lượt xem trên YouTube trong một ngày. Album ra mắt ở vị trí #2 trên Billboard World Albums chart và #19 trên Heatseekers Albums. Jeff Benjamin của Billboard K-Town lưu ý rằng nó là minh chứng cho lượng fan hâm mộ quốc tế của ca sĩ. "Shake That Brass" ra mắt ở vị trí #4 trên Billboard's World Digital Songs chart, bài hát ra mắt cao nhất tuần.

## Giới thiệu
Single đầu tiên "Shake That Brass" với sự góp giọng của Taeyeon, có nhịp hip-hop mạnh mẽ kết hợp với sự phối nhạc vui tươi của kèn đồng. Bài hát được sáng tác bởi Amber. EP cũng bao gồm các bài hát "Love Run" và "Heights"
"Beautiful" được phát hành vào ngày 9 tháng 2 và cũng có một lyric video có chứa hình ảnh thời thơ ấu của Amber được đăng tải lên kênh YouTube chính thức của SM Entertainment vào cùng ngày. Bài hát là một bản ballad acoustic và lời bài hát được viết cách đây 3 năm trước khi phát hành, kể về câu chuyện từ những thử thách khó khăn phải đối mặt với các rapper khi cô đạt được ước mơ trở thành một ca sĩ.
Bài hát cuối cùng, "I Just Wanna" là phiên bản tiếng Anh của "Goodbye Summer" một bài hát của f(x) được nằm trong album phòng thu thứ 2 Pink Tape. Bài hát được sáng tác bởi Amber và Gen Neo của đội ngũ sản xuất âm nhạc NoizeBank. Amber sử dụng lyrics bản gốc tiếng Anh cho bài hát  với sự góp giọng của Eric Nam.

## Quảng bá
Vào ngày 13 tháng 2 năm 2015, Beautiful phát hành digitally tại Hàn Quốc và trên thế giới. Amber thực hiện sân khấu debut solo trong chương trình Music Bank trong cùng một ngày và trình diễn hai bai hát "Beautiful" và "Shake That Brass" với Wendy cho phần hát của Taeyeon. Amber cũng có trình diễn bài hát với thành viên cùng nhóm Luna trong Show Champion, M! Countdown, Music Bank, Show! Music Core và Inkigayo.

## Danh sách bài hát
| STT              | Nhan đề                                                 | Phổ lời                                                    | Phổ nhạc                                                       | Arrangement                                                    | Thời lượng |
| ---------------- | ------------------------------------------------------- | ---------------------------------------------------------- | -------------------------------------------------------------- | -------------------------------------------------------------- | ---------- |
| 1.               | "Beautiful"                                             | Amber J. Liu * Jam Factory                                 | Amber J. Liu                                                   | Amber J. Liu *Ryan Yoo                                         | 2:57       |
| 2.               | "Shake That Brass" (feat Taeyeon của Girls' Generation) | Amber J. Liu * Rhymer * V-Hawk * Lee Yoo-jin * Kang Ji-eun | Amber J. Liu * Courtney Woolsey * Nermin Harambasic * Jin Choi | Amber J. Liu * Courtney Woolsey * Nermin Harambasic * Jin Choi | 3:13       |
| 3.               | "Love Run"                                              | Amber J. Liu * Jakops * Kim Min-ji                         | Amber J. Liu * Sean Alexander                                  | Amber J. Liu * Shaun                                           | 4:08       |
| 4.               | "Heights"                                               | Amber J. Liu * David Choi                                  | Amber J. Liu * Command Freaks                                  | Amber J. Liu * Command Freaks                                  | 3:43       |
| 5.               | "I Just Wanna" (feat Eric Nam)                          | Amber J. Liu                                               | Amber J. Liu * Genneo                                          | Genneo                                                         | 3:13       |
| Tổng thời lượng: | Tổng thời lượng:                                        | Tổng thời lượng:                                           | Tổng thời lượng:                                               | Tổng thời lượng:                                               | 17:14      |

## Bảng xếp hạng
| Bảng xếp hạng (2015)       | Vị trí cao nhất |
| -------------------------- | --------------- |
| Hàn Quốc (Gaon)            | 2               |
| US Billboard World Albums  | 2               |
| US Heatseekers (Billboard) | 19              |